# Бопорт
Бопорт (фр. Beauport) — один з 6 районів міста Квебек, Канада. Район був створений у 2002 році і охоплює територію раніше незалежного однойменного міста Бопорт. Бопорт розташований на північний схід від центру міста, між Лаврентійськими горами та берегами річки Святого Лаврентія.